# Justin Kelly (acteur)
Pour les articles homonymes, voir Justin Kelly.
Justin Kelly est un acteur canadien, né le 7 mars 1992 à Toronto en Ontario. Il est notamment connu pour son rôle de Noah Jackson dans la série Buzz Mag et de Jesse Mills dans la série Hudson et Rex.

## Filmographie

### Séries télévisées
- 2008- 2010 : Buzz Mag : Noah Jackson
- 2011 : Degrassi : La Nouvelle Génération : Jake Martin
- 2015 - 2016 : Between  : Chuck
- 2015 : Open Heart : Wes Silver
- 2019 : Wynonna Earp : Robin
- 2019 - en cours : Hudson et Rex : Jesse Mills

### Téléfilm
- 2011 : Une famille en héritage (Change of Plans) : Noah Roorda